# Буків
Бу́ків — село в Україні, у Луцькому районі Волинської області. Входить до складу Луцької міської громади. Населення становить 111 осіб. 

## Населення
Згідно з переписом УРСР 1989 року чисельність наявного населення села становила 131 особа, з яких 61 чоловік та 70 жінок.
За переписом населення України 2001 року в селі мешкало 97 осіб.

### Мова
Розподіл населення за рідною мовою за даними перепису 2001 року:
| Мова       | Відсоток |
| ---------- | -------- |
| українська | 99,10 %  |
| російська  | 0,90 %   |

## Пам'ятки археології
- За 1,5 км на північний схід від села, на схилі правого берега безіменного потічка (лівосторонній доплив р. Сарни)- двошарове поселення тшинецько-комарівської культури доби бронзи і давньоруського часу XII—XIII ст. площею близько 1 га. Сліди пам'ятки виявлені за 300 м на північ від ґрунтової дороги.
- За 1 км на схід від села, на напівовальному у плані мисі першої надзаплавної тераси лівого берега р. Сарни — двошарове поселення тшинецько-комарівської культури доби бронзи і давньоруського часу XI—XIII ст.
- На північно-західній околиці села, в урочищі Казенці, на схилі першої надзаплавної тераси лівого берега р. Сарни — селище давньоруського часу XII—XIII ст. площею до 1 га. У 2010 р. рятівні розкопки тут провела експедиція під керівництвом Златогорського О. Є.
- За 0,7 км на південний схід від села — селище давньоруського часу XII—XIII ст.
- На південно-східній околиці села, в урочищі Кучуки, на двох мисах правого берега р. Сарни — двошарове поселення тшинецько-комарівської культури доби бронзи і давньоруського часу XI—XIII ст. площею близько 2 га.
- На північно-східній околиці села — селище давньоруського часу XII—XIII ст. площею до 1 га. За 0,4 км на південь від пам'ятки знаходиться церква.
- У північній частині села — селище давньоруського часу XII—XIII ст. площею до 1 га.
- У північно-західній частині села — двошарове поселення тшинецько-комарівської культури доби бронзи і давньоруського часу XII—XIII ст. площею до 1 га.
- За 0,4 км на північний захід від села — селище давньоруського часу XII—XIII ст. площею до 1 га.
- На південно-західній околиці села — селище давньоруського часу XII—XIII ст. площею до 1 га.
- 12 червня 2020 року, згідно з розпорядженням Кабінету Міністрів України  № 708-р, село увійшло до складу Луцької міської громади[5].